# Hans Waldmann

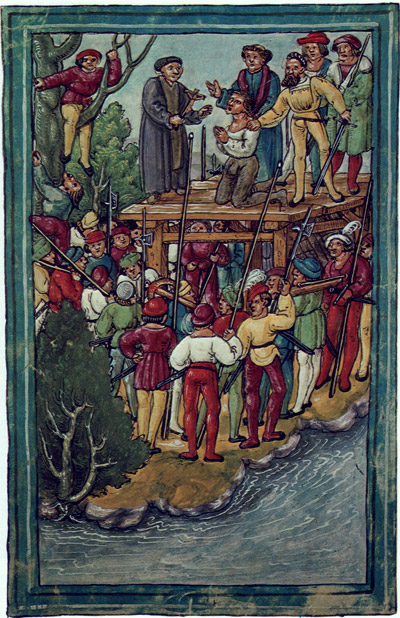
Exécution de Hans Waldmann, par Diebold Schilling le Jeune

Hans Waldmann (né en 1435 à Blickensdorf, mort le 6 avril 1489 à Zurich) fut un chef d'armée et bourgmestre de Zurich entre 1483 et 1489. Ses excès et son abus de pouvoir lorsqu'il fut à la tête de la ville de Zurich provoquèrent l'exaspération de la population qui le fit décapiter.

## Biographie
Fils d'un pauvre paysan de Blickensdorf, il était enfant quand le bourgmestre Stussi mit le feu à son village. Le jeune Waldmann perdit plusieurs de ses parents proches lors de la bataille de Saint-Jacques en 1444. Il ne resta pas longtemps à la maison familiale et se rendit à Zurich pour y apprendre le métier de tanneur. Il y entretint une relation avec une femme qu'il épousa après la mort de son mari. Par ce mariage, il allait par la suite devenir le beau-père de l'historien Edlibach. Il était maître de tribu quand éclatèrent les guerres de Bourgogne. Il combattit à Mulhouse, Waldshut, Héricourt et Morat où il dirigea un contingent de Confédérés. Ces derniers faits d'armes lui procurèrent une grande influence en Suisse et il fut convoité par les souverains des territoires voisins dont le roi de France et le duc de Milan. 

### Début de l'oppression
Estimé à Zurich dont il avait fait prospérer les armes, Waldmann obtint le titre de bourgmestre et entreprit des réformes. Il mit en place une sorte de nomenklatura de bourgeois qui se réunissaient chaque jour pour discuter des changements à apporter à la société. La teneur des propos lors de ces séances et les imprudences commises eurent par la suite des conséquences graves sur la carrière de Waldmann. Il soumit le clergé aux lois civiles et aux réglements de police et mit en avant les droits de la bourgeoisie au détriment de ceux de la noblesse. Sa politique excessive axée sur la chasse aux abus opprima rapidement la population, en particulier les sujets ruraux : poursuites pour des excès dans les cabarets, interdiction du tir à l'arc ou du jeu de quilles en dehors des fêtes patronales, limitation du nombre d'invités lors des mariages, règles sur les bijoux et vêtements à porter, etc. Les impôts qu'il levait ne paraissaient pas nécessaires et il interdit bientôt les réunions de paysans. 
En 1487, il s'attire les foudres des Lucernois en emprisonnant et en décapitant Frischhans Theiling. Ce capitaine, ancien héros de la bataille de Giornico, avait eu des mots amers envers Waldmann et le bourgmestre avait profité d'une visite de Theiling à la foire annuelle de Zurich pour l'appréhender inopinément. Waldmann fit taire tous les opposants, n'hésitant pas à faire noyer un homme qui l'avait critiqué. Il recevait des subsides de l'Autriche et de Milan. Même si Waldmann étendit et assura le territoire zurichois, ses abus et sa débauche discréditèrent ses actions aux yeux de la population. 

### Rébellion
Au début de l'année 1489, il se rendit dans une cure à Baden, aujourd'hui dans le canton d'Argovie, où il courtisa une femme mariée de Bâle et s'introduisit dans sa chambre, ce qui provoqua un scandale dans la cité rhénane. Au mois de mars, Waldmann se déplaça à nouveau à Baden pour y rencontrer Maximilien d'Autriche, une prise de position très mal vue dans une Confédération qui vise à repousser les Habsbourgs. Les ennemis de Waldmann étaient de plus en plus nombreux, à commencer par les familles écartées du pouvoir zurichois ainsi que les paysans, suivis par les Lucernois qui veulent venger Theiling et mettre un terme au rapprochement avec les Habsbourgs. Une mesure va conduire à sa perte : Waldmann ordonne l'interdiction de la chasse pour les paysans et l'abattage de tous les chiens. Des agents envoyés de Zurich tuèrent 80 bêtes autour du lac mais ils rencontrèrent une résistance opiniâtre. L'esprit d'insurrection gagna les alentours, on brava les interdictions et 1500 hommes prirent les armes pour se rendre à Zurich, bientôt accompagnés d'une multitude d'opposants. Des médiateurs accoururent de toute la Suisse et Waldmann accepta de rencontrer une délégation de 24 paysans. Il demeura inflexible et les paysans décidèrent d'établir un camp à Zollikon où les renforts affluaient. Des négociations furent entamées, le bourgmestre retira les lois scélérates et la tension diminua. Trois semaines plus tard, les paysans étaient à nouveau aux portes de la ville : les promesses de Waldmann n'avaient pas été tenues et il avait présenté le retrait des paysans comme un acte de soumission. Le conflit monta d'un cran et Waldmann fit occuper les tours. Plus de 6000 rebelles se réunirent à Küsnacht alors même que des châteaux et des villes commençaient à être attaqués.

### Capture et exécution
Alors même que Waldmann dinaît avec les envoyés de la Confédération, la sédition se déclara dans Zurich et on tua l'un de ses valets. Waldmann entendit sonner la cloche dont on se servait normalement pour convoquer le conseil, et, sans savoir qui en avait donné l'ordre, courut à l'hôtel de ville. La foule se précipita vers l'édifice et Waldmann fut appréhendé par l'avoyer de Lucerne aux côtés de quelques-uns de ses amis. Ils se rendirent sans difficulté et traversèrent en silence les manifestants entre une double haie de lances, jusqu'au bord du lac où un bateau les emmena à la tour de Wellenberg. Waldmann y fut torturé et aurait avoué avoir monté un complot avec les Autrichiens, avoir instauré la corruption et s'être adonné à la sodomie. Les moyens utilisés pour extorquer les aveux ne perturbèrent pas l'opinion publique qui voulait se débarrasser rapidement du despote. Pour assurer sa condamnation, on répandit le bruit que les Autrichiens venaient le délivrer. La sentence ne tarda pas : on improvisa un échafaud avec des tonneaux, des poutres et des portes en dehors de la ville et Waldmann fut décapité à l'épée après avoir invoqué Dieu pour sa patrie. Ses amis suivirent de peu. 
Après l'exécution de Waldmann, le « Conseil Cornu » mené par Lazare Göldi remplaça temporairement le gouvernement zurichois.